# Jari-Matti Latvala
Jari-Matti Latvala (ook bekend onder de bijnaam "mr. vaudeville") (Töysä, 3 april 1985) is een Fins rallyrijder. Hij komt uit in het wereldkampioenschap rally voor het fabrieksteam van Toyota, actief met de Toyota Yaris WRC.
Latvala profileerde zich eerst als privé-rijder in lagere categorieën in het WK rally, voordat hij in het seizoen 2008 fabrieksrijder werd bij Ford, toentertijd actief met de Ford Focus RS WRC. Latvala won zijn eerste WK-rally tijdens de Rally van Zweden in 2008, waarmee hij op 22-jarige leeftijd de jongste winnaar van een WK-rally werd. In het seizoen 2010 eindigde hij als runner-up in het kampioenschap. In 2013 maakte Latvala de overstap naar Volkswagen, waarmee hij in het tijdbestek van vier seizoenen negen WK-rally's wist te winnen en tot twee keer toe opnieuw als tweede in het kampioenschap te eindigen. Na het vertrek van Volkswagen in 2016, is Latvala sinds 2017 actief bij het terugkerende fabrieksteam van Toyota.
In 2019 passeerde Latvala voormalig wereldkampioen Carlos Sainz in het grootste aantal deelnames (196) in het WK rally voor rijders, en heeft hij er inmiddels meer dan 200 op zijn naam staan.

## Carrière

### Vroege carrière
Jari-Matti Latvala is de zoon van oud-rallyrijder Jari Latvala, die actief was in de rallysport in de jaren tachtig en negentig, en tevens Fins Groep N kampioen werd in 1994. Jari-Matti maakte zijn competitieve debuut in karten en al op zijn twaalfde begon hij serieus met rallyauto´s te rijden, waarmee hij onder andere met een Opel Ascona op bevroren meren ging oefenen. Latvala reed in 2001 zijn eerste echte rally(sprint), maar een serieuze stap werd uiteindelijk gezet in 2002, toen hij onder meer ging rijden in het Brits rallykampioenschap met een Groep N Mitsubishi Lancer Evolution.

### Wereldkampioenschap rally

#### 2002-2007: Privé-rijder
Latvala maakte op 17-jarige leeftijd zijn opwachting in het wereldkampioenschap rally tijdens de Rally van Groot-Brittannië in 2002, nog steeds achter het stuur van een Mitsubishi. Hij eindigde de rally op een contente 17e plaats. Het jaar daarop kreeg hij een uitnodiging van de fabrieksinschrijving van Ford, waar hij in dat seizoen vier WK-rally´s voor afwerkte, met als beste resultaat een tiende plaats in zowel Griekenland als Groot-Brittannië. Vervolgens deed hij een stap terug naar materiaal in lagere categorieën, en reed rally´s in beide het Production World Rally Championship en Junior World Rally Championship. Sporadisch nam hij ook deel aan evenementen in een World Rally Car, waarmee hij zijn snelheid ook liet zien. Zijn eerste WK-kampioenschapspunten greep hij in Australië in 2006, eindigend met een Groep N Subaru Impreza WRX STi op een indrukwekkende zesde plaats waarbij hij ook naar zijn eerste overwinning in het Production World Rally Championship greep. Ook in de volgende rally in Nieuw-Zeeland won hij in de productieklasse en finishte in de punten in het algemeen klassement. Hij sloot dat seizoen af met een plaats net buiten het podium in Groot-Brittannië, waarin hij in een Ford Focus RS WRC, ingeschreven door het Stobart Ford team, als vierde eindigde. Het jaar daarop reed Latvala een volledig seizoen met Stobart Ford. Bij tijden wist hij zich te profileren tot een regelmatige puntenfinisher, maar liet ook zien dat zijn wilde rijstijl af en toe parten speelde voor een hoge klassering. Zijn beste resultaat van het jaar boekte hij tijdens de voorlaatste ronde van het kampioenschap in Ierland, waar hij als derde eindigde achter de overmacht van de twee fabrieksingeschreven Citroën C4 WRC's, en hiermee dus zijn eerste podium resultaat uit zijn WK Rally-carrière kon vieren.

#### 2008-2012: Ford

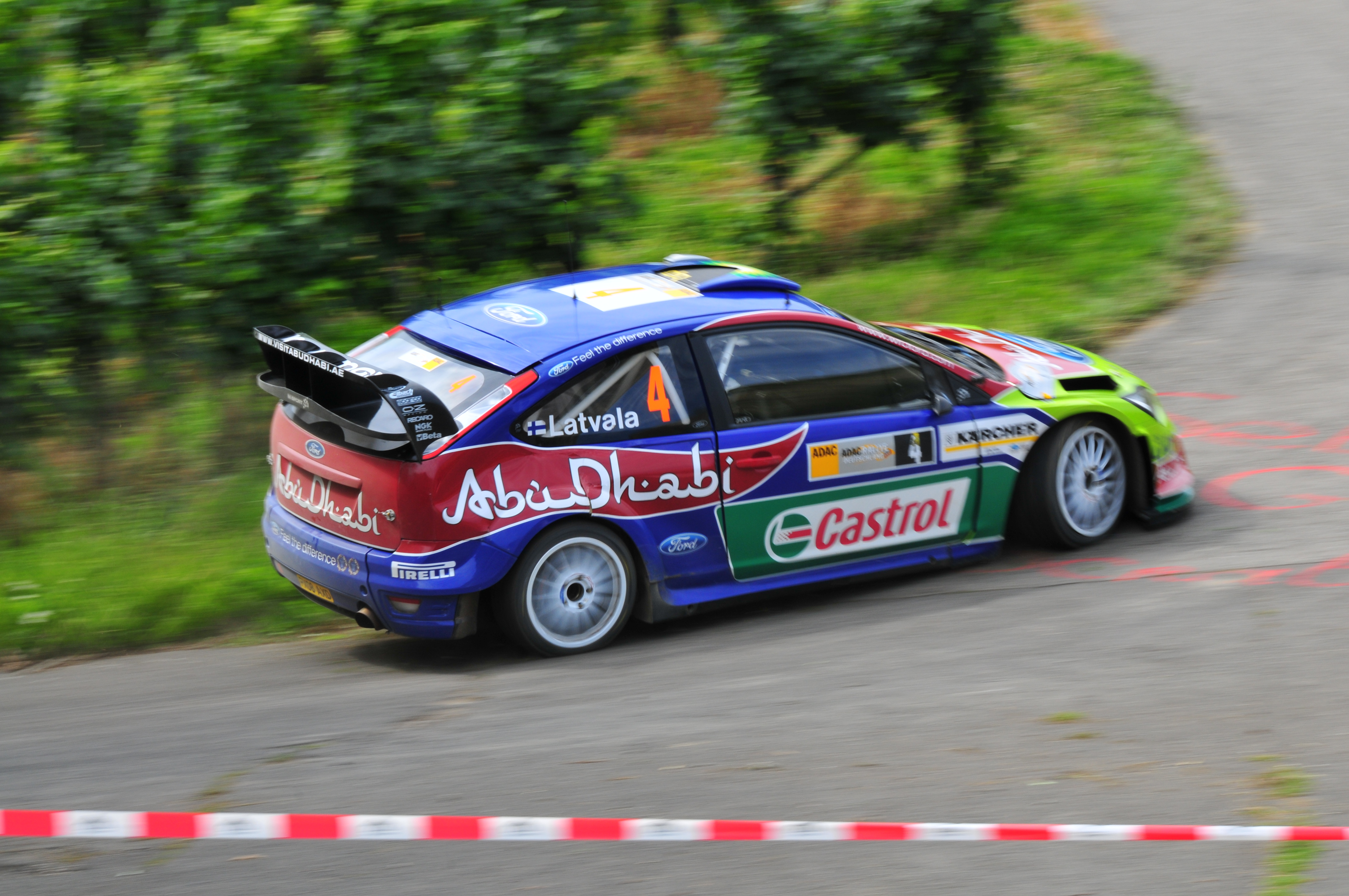
Latvala in zijn eerste seizoen bij het Ford fabrieksteam in 2008

In 2007 maakte Ford-rijder Marcus Grönholm bekend dat hij bezig was aan zijn laatste seizoen als actief rallyrijder. De geruchten gingen vervolgens al snel rond dat Latvala zijn plaats in zou nemen en in december werden deze berichten bevestigd, toen Latvala werd gecontracteerd als tweede rijder van het team naast Mikko Hirvonen voor het seizoen 2008. Hij begon het seizoen met allerlei kleine problemen in Monte Carlo, waardoor een hoge klassering uitbleef. Latvala bewees echter zijn waarde in de daaropvolgende ronde in Zweden, toen hij ook mede door een gunstige startpositie, de rally op zijn naam schreef en daarbij teamgenoot Hirvonen achter zich liet op een tweede plaats. De pas 22-jarige Fin brak hiermee tot eigen genoegen het bijna dertig jaar oude record van landgenoot Henri Toivonen als jongste winnaar van een WK-rally. De rest van het seizoen liep hoe dan ook wisselvallig uit voor Latvala, en na een reeks van nul-resultaten werd hij voor de twee asfaltrondes in Spanje en Corsica buiten het team gezet en vervangen door François Duval, terwijl hijzelf nu voor deze twee rally´s Duvals plaats innam bij het Stobart Ford team. Daarin reed Latvala weer solide naar de punten toe, en voor de laatste twee rondes van het kampioenschap keerde hij weer terug bij de fabrieksinschrijving van Ford, waar hij in beide rally's ook overtuigend op het podium eindigde als tweede.

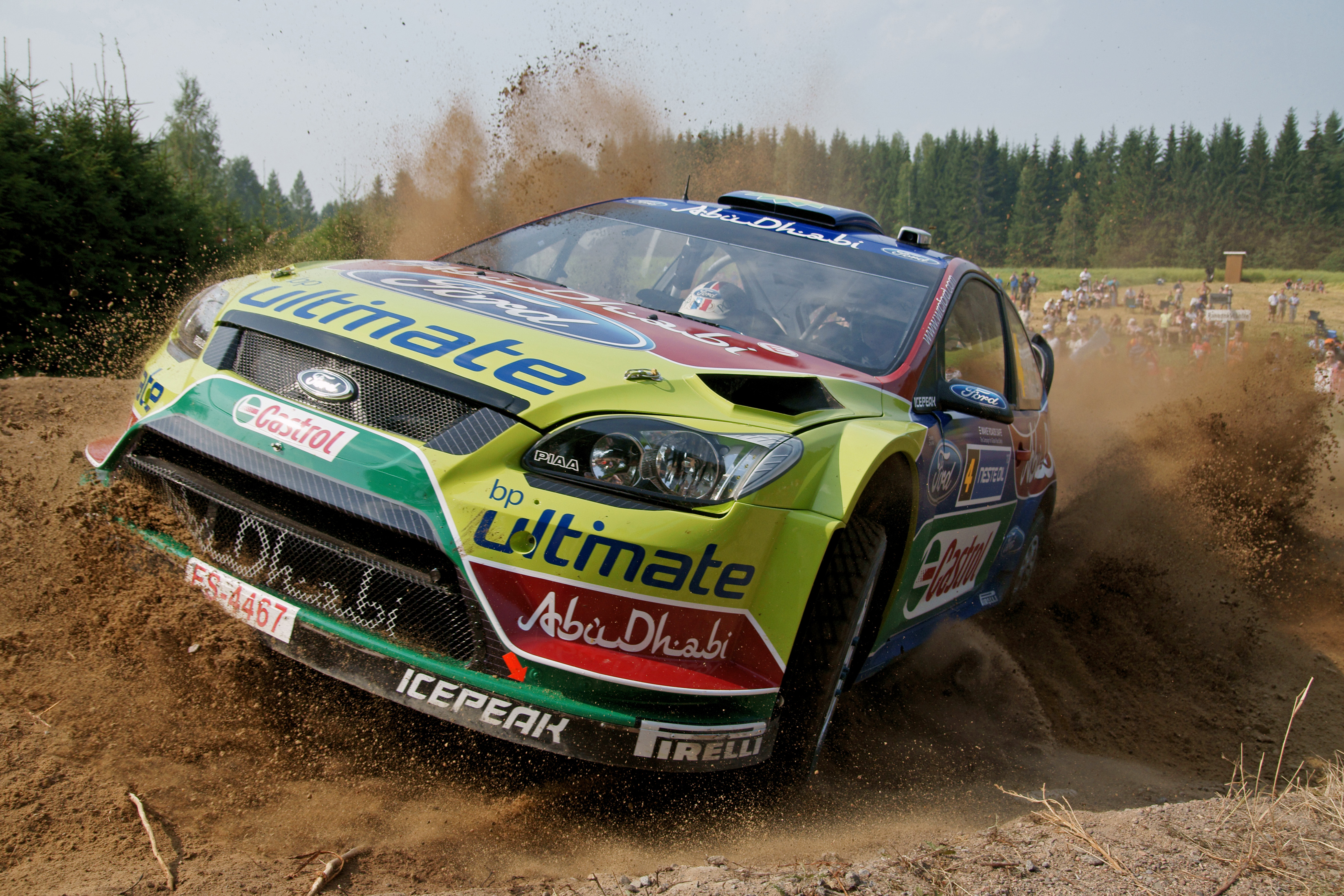
Latvala op weg naar zijn eerste overwinning voor eigen publiek in Finland in 2010

Het seizoen 2009 begon met weinig voorspoed voor Latvala. Ondanks een derde plaats in Noorwegen, sprokkelde Latvala in de eerste vijf rally´s slechts negen punten bij elkaar. In Portugal werd hij getuige van een heftig ongeluk, toen hij in leidende positie van de weg raakte en vervolgens in een ravijn zo´n 150 meter naar beneden rolde, maar zowel hij als navigator Miikka Anttila het wrak ongedeerd verlieten. In ronde zes van het kampioenschap, in Sardinië, greep Latvala overtuigend naar zijn tweede overwinning uit zijn carrière, waarmee hij ook Fords eerste overwinning van het seizoen binnen haalde. In Polen had Latvala uitzicht op een podium resultaat, maar op de allerlaatste klassementsproef, een showproef van nog geen drie kilometer, parkeerde hij zijn auto tegen een muur aan en moest in het zicht van de finish opgeven. In de laatste vier rondes pakte hij telkens punten en eindigde het seizoen uiteindelijk vierde in de stand om het rijderskampioenschap.
In het seizoen 2010 won Latvala twee keer. In Nieuw-Zeeland werd de strijd om de eindoverwinning beslist op de laatste klassementsproef. Latvala's directe concurrenten Sébastien Loeb en Sébastien Ogier gingen daar beide in de fout, en zo schreef Latvala zonder een proef te hebben gewonnen de rally op zijn naam. Tijdens de achtste ronde van het kampioenschap in Finland hield hij Ogier en Loeb wederom achter zich, en won hij voor het eerst de rally voor eigen publiek. Daarna behaalde Latvala een reeks aan topvijfresultaten, waardoor hij zich content hield voor het podium in het rijderskampioenschap. In Groot-Brittannië leidde hij kortstondig, toen hij door een lekke band die plek verloor. Hij vocht zich uiteindelijk nog terug tot een derde plaats en door het uitvallen van Ogier tijdens dat evenement, eindigde hij hierdoor nog tweede om de stand bij de rijders; zijn beste resultaat in het kampioenschap uit zijn carrière.

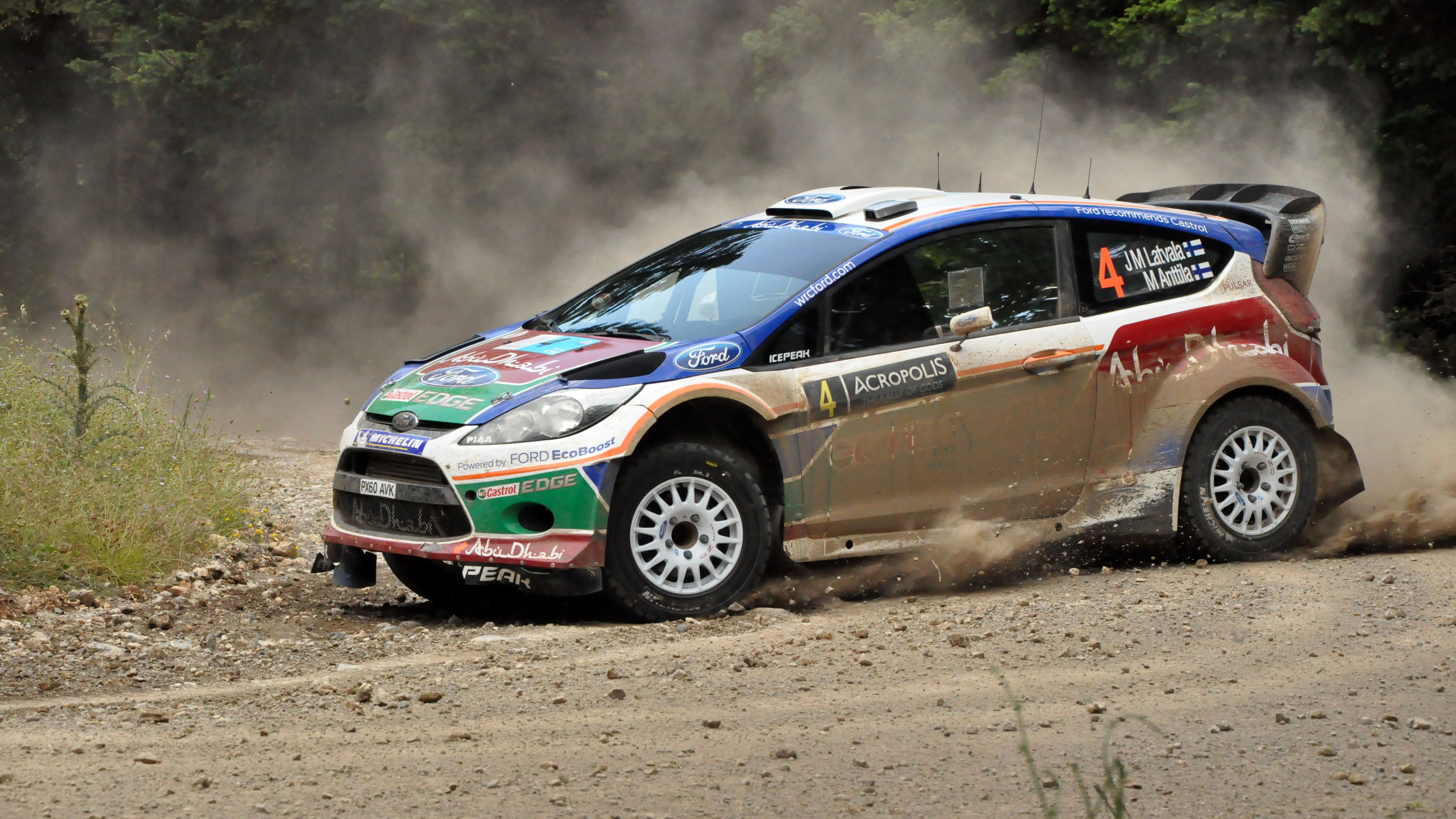
Latvala actief in de Ford Fiesta RS WRC tijdens de rally van Griekenland in 2011

In het seizoen 2011 ging Latvala verder bij Ford, die dat jaar in het mom van de introductie van nieuwe reglementen binnen de World Rally Car categorie de Ford Fiesta RS WRC introduceerde in het kampioenschap. Latvala zette een sterke reeks neer tijdens de eerste vier ronden van het kampioenschap, waar hij in alle gevallen een podium resultaat af dwong. In Jordanië verloor hij de strijd om de zege met slechts 0,2 seconden achterstand op de uiteindelijke winnaar Sébastien Ogier, wat hierdoor de boeken inging als het kleinste verschil tussen de nummer 1 en 2 in het klassement van een WK-rally. In de daaropvolgende rally's verloor Latvala kostbare punten, wat grotendeels te wijten was aan mechanische problemen aan het materiaal. In Finland keerde hij weer terug op het podium, daar eindigend als tweede. Het puntenverlies wat hij inmiddels had opgelopen was echter zodanig, dat hij geen kansen meer had zich in de strijd te mengen om de wereldtitel. Desondanks voerde Latvala het tempo aan binnen het team van Ford, maar reed hij tegelijkertijd in dienst van teamgenoot Hirvonen, die nog wel een rol speelde in het kampioenschap, waardoor Latvala in sommige rally's met opzet tijdsverlies incasseerde om zo zijn teamgenoot te helpen aan extra punten. Tijdens de slotronde in Groot-Brittannië lag Hirvonen echter al snel buitenspel en waren zijn titelkansen verkeken. Latvala profileerde zich vervolgens als de te kloppen man tijdens de rally en hij schreef uiteindelijk zijn eerste WK-rally overwinning van het seizoen op naam.

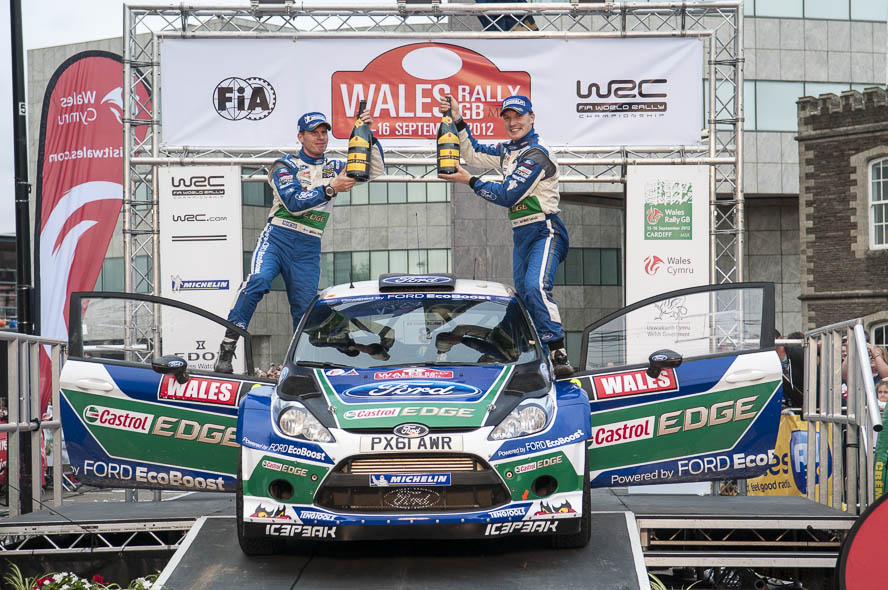
Latvala en navigator Anttila vieren hun zege in Groot-Brittannië in 2012

Hirvonen maakte voor het seizoen 2012 de overstap naar Citroën, waardoor Latvala binnen Ford de rol kreeg als kopman. Petter Solberg werd hierin zijn nieuwe teamgenoot. Latvala maakte een ongelukkige start mee in Monte Carlo, waar hij vroeg in de rally in leidende positie van de weg raakte en als consequentie uit de rally lag. In Zweden greep hij vervolgens naar een overtuigende overwinning toe, waardoor hij zich terug wrong in de titelstrijd. Dit resultaat werd echter vervolgd met nul-resultaten in Mexico en Portugal, waardoor hij zich wederom buitenspel wist te zetten. Een blessure aan de arm voorkwam daarbovenop een deelname in Argentinië. Latvala keerde terug in Griekenland waar hij als derde eindigde. In het restant van de rally's was hij de voornaamste concurrent van Loeb, die nu op dominante wijze afstevende op zijn negende wereldtitel, en behaalde in deze periode een reeks aan podium resultaten. Hiertussen zat een tweede overwinning van het seizoen in Groot-Brittannië, waar Latvala van start tot finish leidde. Zijn resultaten in de tweede seizoenshelft bracht hem uiteindelijk nog terug tot een derde plaats in het kampioenschap. Ford had op dat moment al aangekondigd voorlopig te stoppen als fabrieksteam.

#### 2013-2016: Volkswagen

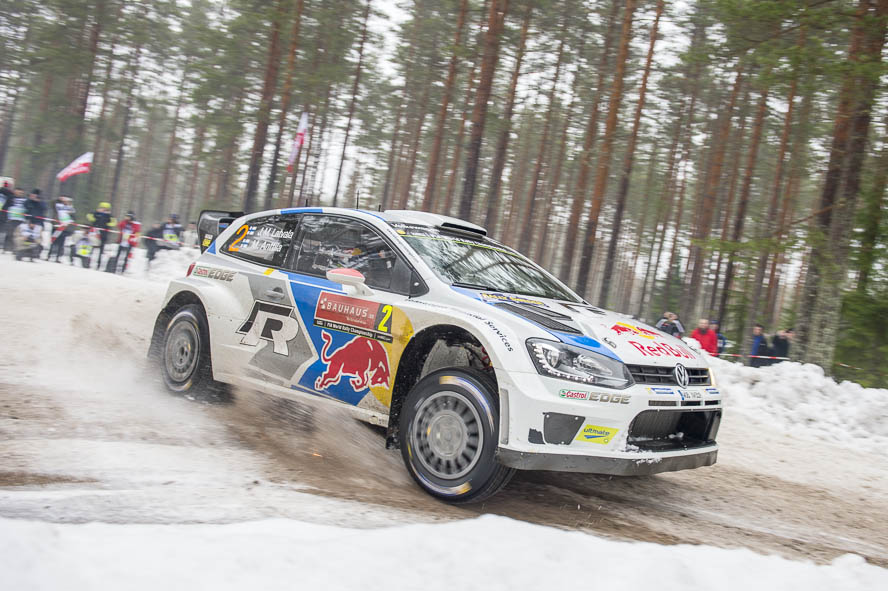
Latvala met de Volkswagen Polo R WRC op weg naar de overwinning in Zweden in 2014

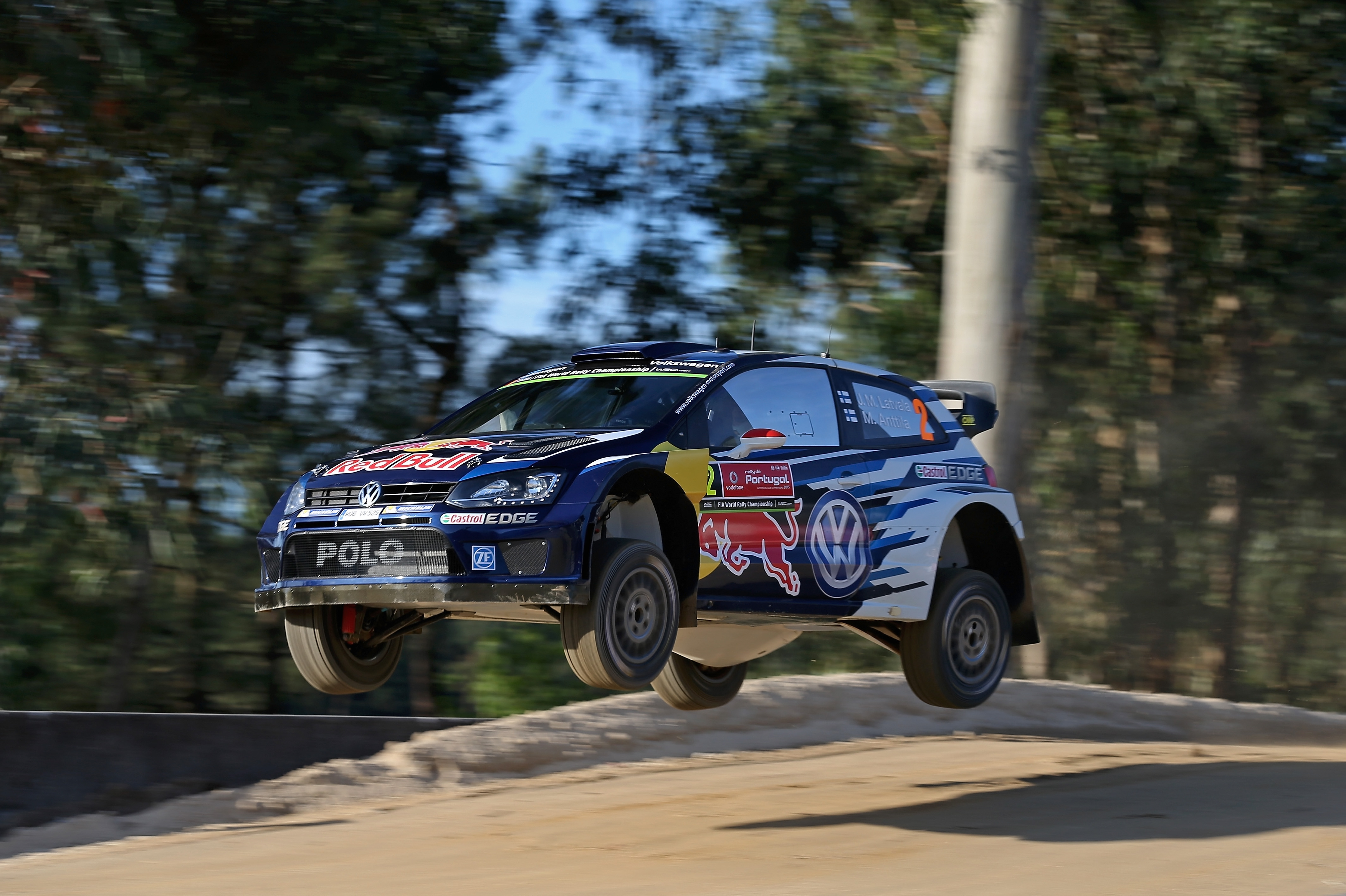
Latvala actief in het 2015 seizoen

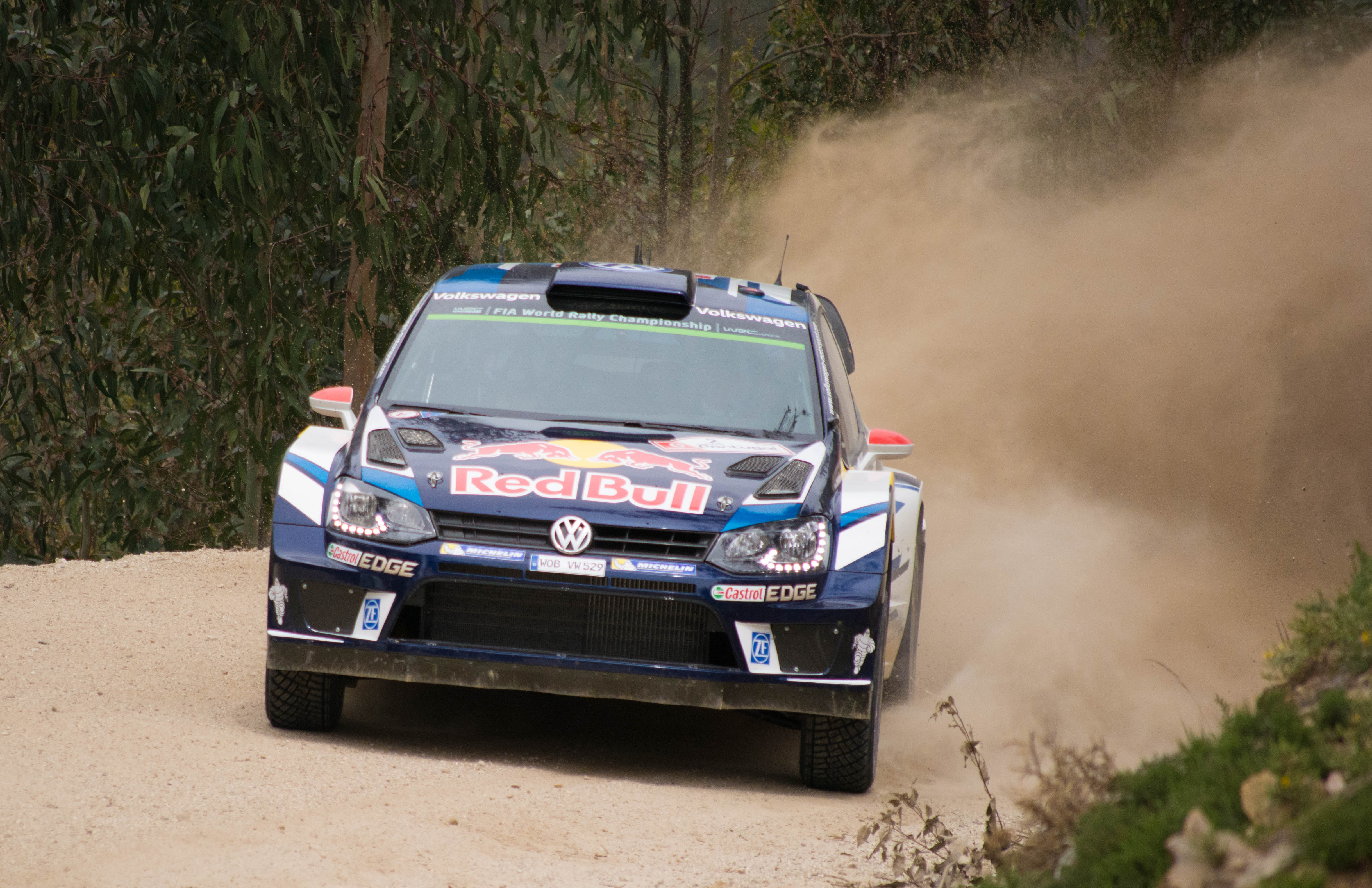
In 2016 maakte Latvala een ietwat teleurstellende campagne mee

In het seizoen 2013 maakte Latvala de overstap naar nieuwkomer Volkswagen, actief met de Volkswagen Polo R WRC, en werd daarin de teamgenoot van Sébastien Ogier. Na al enkele podium resultaten te hebben behaald, greep hij in Griekenland naar zijn eerste overwinning toe voor het team. Over het algehele seizoen deed hij echter onder aan de prestaties van Ogier, die dat jaar overtuigend naar zijn eerste wereldtitel greep. Latvala eindigde uiteindelijk opnieuw als derde in het kampioenschap. In 2014 wist Latvala zich beter te meten met Ogier en het zou achteraf gezien zijn beste seizoen blijken bij Volkswagen. Met vier overwinningen, waaronder zijn eerste op asfalt in Frankrijk, eindigde hij voor het eerst sinds 2010 weer als runner-up in de titelstrijd, weliswaar opnieuw achter kampioen Ogier. In 2015 had Latvala een slechte seizoenstart, waardoor hij de aansluiting  op de dominantie van Ogier verloor. Een beter restant van het seizoen zag hem nog drie overwinningen boeken en wederom tweede eindigen in het kampioenschap, alhoewel dit keer op grotere afstand van zijn teamgenoot. Latvala's seizoen in 2016 verliep verspreidt een stuk wisselvalliger en hij eindigde met een enkele overwinning teleurstellend buiten de top vijf. Volkswagen kondigde kort voor het einde van seizoen hun terugtrekking uit het kampioenschap aan.

#### 2017: Toyota

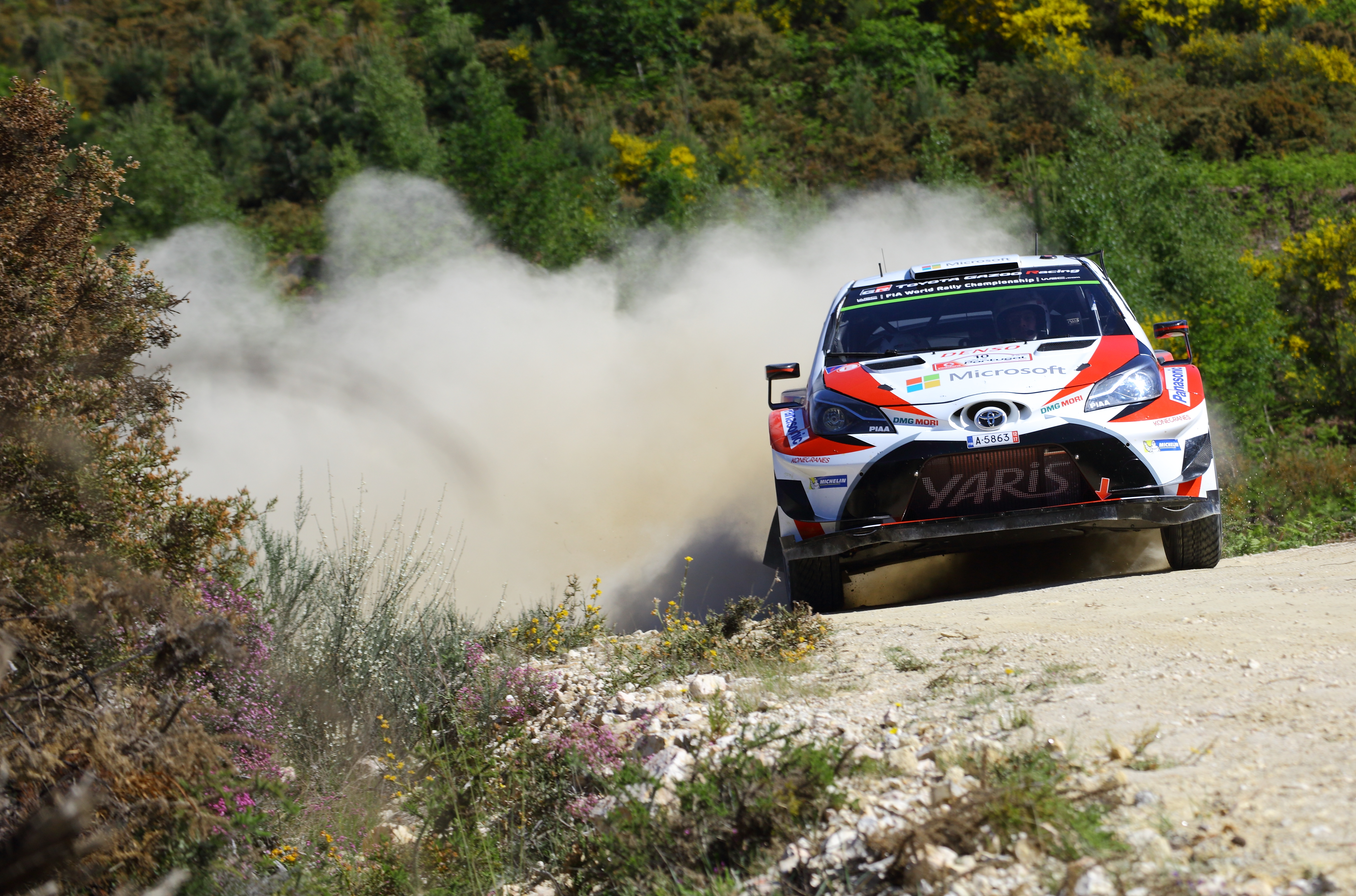
In 2017 stapte Latvala in bij nieuwkomer Toyota, hier actief tijdens de Rally van Portugal

Door het late vertrek van Volkswagen was een zitje voor Latvala in 2017 even onzeker. Uiteindelijk tekende hij een contract bij Toyota, die onder leiding van voormalig wereldkampioen Tommi Mäkinen na achttien jaar een terugkeer maken in het kampioenschap, nu met de Toyota Yaris WRC. Latvala greep in Zweden al vroeg in het seizoen naar de eerste zege voor het nieuwe team.

## Complete resultaten in het wereldkampioenschap rally
| Seizoen | Inschrijving                       | Auto                       | 1       | 2       | 3       | 4       | 5       | 6       | 7       | 8       | 9       | 10      | 11      | 12      | 13      | 14     | 15     | 16      | Pos. | Punten |
| ------- | ---------------------------------- | -------------------------- | ------- | ------- | ------- | ------- | ------- | ------- | ------- | ------- | ------- | ------- | ------- | ------- | ------- | ------ | ------ | ------- | ---- | ------ |
| 2002    | Jari-Matti Latvala                 | Mitsubishi Lancer Evo VI   | MON     | ZWE     | FRA     | SPA     | CYP     | ARG     | GRI     | KEN     | FIN     | DUI     | ITA     | NZL     | AUS     | GBR 17 |        |         | –    | 0      |
| 2003    | Ford Motor Co Ltd.                 | Ford Focus RS WRC 02       | MON     | ZWE     | TUR     | NZL     | ARG     | GRI 10  | CYP     | DUI 17  | FIN 14  | AUS     | ITA     | FRA     | SPA     | GBR 10 |        |         | –    | 0      |
| 2004    | Jari-Matti Latvala                 | Ford Puma S1600            | MON DNF |         |         |         |         |         |         |         |         |         |         |         |         |        |        |         | –    | 0      |
| 2004    | Jari-Matti Latvala                 | Subaru Impreza WRX STi     |         | ZWE DNF | MEX     | NZL     | CYP     |         |         |         |         | DUI 27  | JPN     |         |         | FRA 21 |        |         | –    | 0      |
| 2004    | Jari-Matti Latvala                 | Ford Fiesta S1600          |         |         |         |         |         | GRI DNF | TUR DNF | ARG     |         |         |         |         |         |        |        |         | –    | 0      |
| 2004    | Jari-Matti Latvala                 | Suzuki Ignis S1600         |         |         |         |         |         |         |         |         | FIN DNF |         |         | GBR 23  | ITA DNF |        | SPA 24 |         | –    | 0      |
| 2004    | Reece Jones Rallysport             | Mitsubishi Lancer Evo VIII |         |         |         |         |         |         |         |         |         |         |         |         |         |        |        | AUS DNF | –    | 0      |
| 2005    | Jari-Matti Latvala                 | Toyota Corolla WRC         | MON     | ZWE 16  | MEX     |         |         |         |         |         |         | FIN DNF |         |         |         |        |        |         | –    | 0      |
| 2005    | Jari-Matti Latvala                 | Subaru Impreza WRX STi     |         |         |         | NZL DNF | ITA 16  | CYP     | TUR     | GRI     | ARG DNF |         | DUI 21  |         |         | FRA 16 | SPA 19 | AUS     | –    | 0      |
| 2005    | Jari-Matti Latvala                 | Ford Focus RS WRC 04       |         |         |         |         |         |         |         |         |         |         |         | GBR DNF | JPN     |        |        |         | –    | 0      |
| 2006    | Jari-Matti Latvala                 | Subaru Impreza WRX STi     | MON 41  | ZWE     | MEX 25  |         |         |         |         | GRI 22  |         |         | JPN 69  | CYP     | TUR     | AUS 6  | NZL 8  |         | 13   | 9      |
| 2006    | Jari-Matti Latvala                 | Toyota Corolla WRC         |         |         |         |         |         |         |         |         |         | FIN DNF |         |         |         |        |        |         | 13   | 9      |
| 2006    | Stobart VK M-Sport Ford Rally Team | Ford Focus RS WRC 04       |         |         |         | SPA 16  | FRA DNF | ARG     | ITA     |         | DUI 34  |         |         |         |         |        |        |         | 13   | 9      |
| 2006    | Stobart VK M-Sport Ford Rally Team | Ford Focus RS WRC 06       |         |         |         |         |         |         |         |         |         |         |         |         |         |        |        | GBR 4   | 13   | 9      |
| 2007    | Stobart M-Sport Ford Rally Team    | Ford Focus RS WRC 06       | MON DNF | ZWE DNF | NOO 5   | MEX 7   | POR 8   | ARG 4   | ITA 9   | GRI 12  | FIN DNF | DUI 8   | NZL 5   | SPA 7   | FRA 4   | JPN 25 | IER 3  | GBR 10  | 8    | 30     |
| 2008    | BP Ford Abu Dhabi World Rally Team | Ford Focus RS WRC 07       | MON 12  | ZWE 1   | MEX 3   | ARG 15  | JOR 7   | ITA 3   | GRI 7   | TUR 2   | FIN 38  |         |         |         |         |        |        |         | 4    | 58     |
| 2008    | BP Ford Abu Dhabi World Rally Team | Ford Focus RS WRC 08       |         |         |         |         |         |         |         |         |         | DUI 9   | NZL DNF |         |         | JPN 2  | GBR 2  |         | 4    | 58     |
| 2008    | Stobart VK M-Sport Ford Rally Team | Ford Focus RS WRC 07       |         |         |         |         |         |         |         |         |         |         |         | SPA 6   | FRA 4   |        |        |         | 4    | 58     |
| 2009    | BP Ford Abu Dhabi World Rally Team | Ford Focus RS WRC 08       | IER 14  | NOO 3   | CYP 12  | POR DNF | ARG 6   |         |         |         |         |         |         |         |         |        |        |         | 4    | 41     |
| 2009    | BP Ford Abu Dhabi World Rally Team | Ford Focus RS WRC 09       |         |         |         |         |         | ITA 1   | GRI 3   | POL DNF | FIN 3   | AUS 4   | SPA 6   | GBR 7   |         |        |        |         | 4    | 41     |
| 2010    | BP Ford Abu Dhabi World Rally Team | Ford Focus RS WRC 09       | ZWE 3   | MEX 5   | JOR 2   | TUR 8   | NZL 1   | POR DNF | BUL 6   | FIN 1   | DUI 4   | JPN 3   | FRA 4   | SPA 4   | GBR 3   |        |        |         | 2    | 171    |
| 2011    | Ford Abu Dhabi World Rally Team    | Ford Fiesta RS WRC         | ZWE 3   | MEX 3   | POR 3   | JOR 2   | ITA 18  | ARG 7   | GRI 9   | FIN 2   | DUI 14  | AUS 2   | FRA 4   | SPA 3   | GBR 1   |        |        |         | 4    | 172    |
| 2012    | Ford World Rally Team              | Ford Fiesta RS WRC         | MON DNF | ZWE 1   | MEX DNF | POR 13  | ARG     | GRI 3   | NZL 7   | FIN 3   | DUI 2   | GBR 1   | FRA 2   | ITA 12  | SPA 2   |        |        |         | 3    | 154    |
| 2013    | Volkswagen Motorsport              | Volkswagen Polo R WRC      | MON DNF | ZWE 4   | MEX 16  | POR 3   | ARG 3   | GRI 1   | ITA 3   | FIN 17  | DUI 7   | AUS 4   | FRA 3   | SPA 2   | GBR 2   |        |        |         | 3    | 162    |
| 2014    | Volkswagen Motorsport              | Volkswagen Polo R WRC      | MON 5   | ZWE 1   | MEX 2   | POR 14  | ARG 1   | ITA 3   | POL 5   | FIN 1   | DUI DNF | AUS 2   | FRA 1   | SPA 2   | GBR 8   |        |        |         | 2    | 218    |
| 2015    | Volkswagen Motorsport              | Volkswagen Polo R WRC      | MON 2   | ZWE DNF | MEX 15  | ARG DNF | POR 1   | ITA 6   | POL 5   | FIN 1   | DUI 2   | AUS 2   | FRA 1   | SPA 2   | GBR 50  |        |        |         | 2    | 183    |
| 2016    | Volkswagen Motorsport              | Volkswagen Polo R WRC      | MON DNF | ZWE 26  | MEX 1   | ARG 16  | POR 6   | ITA 2   | POL 5   | FIN 2   | DUI 48  | CHN C   | FRA 4   | SPA 14  | GBR 7   | AUS 9  |        |         | 6    | 112    |
| 2017    | Toyota Gazoo Racing WRT            | Toyota Yaris WRC           | MON 2   | ZWE 1   | MEX 6   | FRA 4   | ARG 5   | POR 9   | ITA 2   | POL 20  | FIN 21  | DUI 7   | SPA DNF | GBR 5   | AUS DNF |        |        |         | 4    | 136    |
| 2018    | Toyota Gazoo Racing WRT            | Toyota Yaris WRC           | MON 3   | ZWE 7   | MEX 8   | FRA DNF | ARG DNF | POR 25  | ITA 7   | FIN 3   | DUI DNF | TUR 2   | GBR 2   | SPA 8   | AUS 1   |        |        |         | 4    | 128    |
| 2019    | Toyota Gazoo Racing WRT            | Toyota Yaris WRC           | MON 5   | ZWE 21  | MEX 8   | FRA 10  | ARG 5   | CHL 11  | POR 7   | ITA 19  | FIN 3   | DUI 3   | TUR 6   | GBR DNF | SPA 5   | AUS C  |        |         | 7    | 94     |
| 2020*   | Latvala Motorsport                 | Toyota Yaris WRC           | MON     | ZWE DNF | MEX     |         |         |         |         |         |         |         |         |         |         |        |        |         | ー   | 0      |

* Seizoen loopt nog.

#### Overwinningen
| #  | Seizoen | Rally                              | Navigator      | Auto                  |
| -- | ------- | ---------------------------------- | -------------- | --------------------- |
| 1  | 2008    | 57th Uddeholm Swedish Rally        | Miikka Anttila | Ford Focus RS WRC 07  |
| 2  | 2009    | 6º Rally d'Italia Sardegna         | Miikka Anttila | Ford Focus RS WRC 09  |
| 3  | 2010    | 40th Rally New Zealand             | Miikka Anttila | Ford Focus RS WRC 09  |
| 4  | 2010    | 60th Neste Oil Rally Finland       | Miikka Anttila | Ford Focus RS WRC 09  |
| 5  | 2011    | 67th Wales Rally of Great Britain  | Miikka Anttila | Ford Fiesta RS WRC    |
| 6  | 2012    | 60th Rally Sweden                  | Miikka Anttila | Ford Fiesta RS WRC    |
| 7  | 2012    | 68th Wales Rally of Great Britain  | Miikka Anttila | Ford Fiesta RS WRC    |
| 8  | 2013    | 59th Acropolis Rally               | Miikka Anttila | Volkswagen Polo R WRC |
| 9  | 2014    | 62nd Rally Sweden                  | Miikka Anttila | Volkswagen Polo R WRC |
| 10 | 2014    | 34º XION Rally Argentina           | Miikka Anttila | Volkswagen Polo R WRC |
| 11 | 2014    | 64th Neste Oil Rally Finland       | Miikka Anttila | Volkswagen Polo R WRC |
| 12 | 2014    | 5ème Rallye de France - Alsace     | Miikka Anttila | Volkswagen Polo R WRC |
| 13 | 2015    | 49º Vodafone Rally de Portugal     | Miikka Anttila | Volkswagen Polo R WRC |
| 14 | 2015    | 65nd Neste Oil Rally Finland       | Miikka Anttila | Volkswagen Polo R WRC |
| 15 | 2015    | 58ème Tour de Corse                | Miikka Anttila | Volkswagen Polo R WRC |
| 16 | 2016    | 13º Rally Guanajuato Mexico        | Miikka Anttila | Volkswagen Polo R WRC |
| 17 | 2017    | 65th Rally Sweden                  | Miikka Anttila | Toyota Yaris WRC      |
| 18 | 2018    | 27th Kennards Hire Rally Australia | Miikka Anttila | Toyota Yaris WRC      |